# Quinta da Boa Vista
A Quinta da Boa Vista é um parque municipal no Bairro Imperial de São Cristóvão, localizado na Zona Central da cidade do Rio de Janeiro, Brasil.
Constitui-se atualmente em um complexo paisagístico público de grande valor histórico. Nas dependências da Quinta localiza-se o Museu Nacional de Arqueologia e Antropologia, instalado no local do Paço da Imperial Quinta de São Cristóvão (também chamado cronologicamente de Paço de São Cristóvão (1803-1809), Palácio Real (1810-1821), Palácio Imperial (1822-1889) e atualmente também como Palácio de São Cristóvão, sendo este edifício um magnífico palácio em estilo neoclássico.
O Palácio foi utilizado durante o Império do Brasil (1822-1889) como residência da família imperial brasileira, desde a proclamação da Independência do Brasil (1822) por Dom Pedro de Alcântara de Bragança, Príncipe Real do Reino Unido de Portugal, Brasil e Algarves e, posteriormente, o primeiro imperador do Brasil como Dom Pedro I. Tendo antes sido utilizado como residência pela família real portuguesa, a partir de 1808, em decorrência do episódio conhecido como a transferência da corte portuguesa para o Brasil (1808-1822), seja como família real do Reino de Portugal ou do Reino Unido de Portugal, Brasil e Algarves (1815-1822).
Na noite de 2 de setembro de 2018, um incêndio de grandes proporções atingiu a sede do Museu Nacional, destruindo a quase totalidade do acervo em exposição. O edifício que abriga o museu também resultou extremamente danificado, com rachaduras, desabamento de sua cobertura, além da queda de lajes internas.
Em 17 de janeiro de 2019, o Museu Nacional inaugurou sua primeira exposição após o incêndio que destruiu seu acervo. O conteúdo de pesquisa sobre fósseis de animais marinhos elaborado por funcionários da instituição foram expostos no prédio da Casa da Moeda. O público pôde encontrar fósseis de 80 milhões de anos.
Em 2019 o Museu Nacional teve disponível uma verba de 85,4 milhões de reais para uso nas obras de recuperação do acervo e infraestrutura. Esta verba foi recebida após a repercussão do incidente, que causou grande comoção e debates acalorados em redes sociais em torno da manutenção da instituição histórica. Dos R$ 85,4 milhões de reais destinados ao Museu Nacional, R$ 55 milhões virão do Orçamento da União para 2019 que foi aprovado pelo Congresso Nacional em 19 de dezembro de 2018. A verba foi indicada por deputados da bancada do Rio de Janeiro e apresentada como emenda impositiva, aprovada pela Comissão Mista de Orçamento.

## História

### Antecedentes

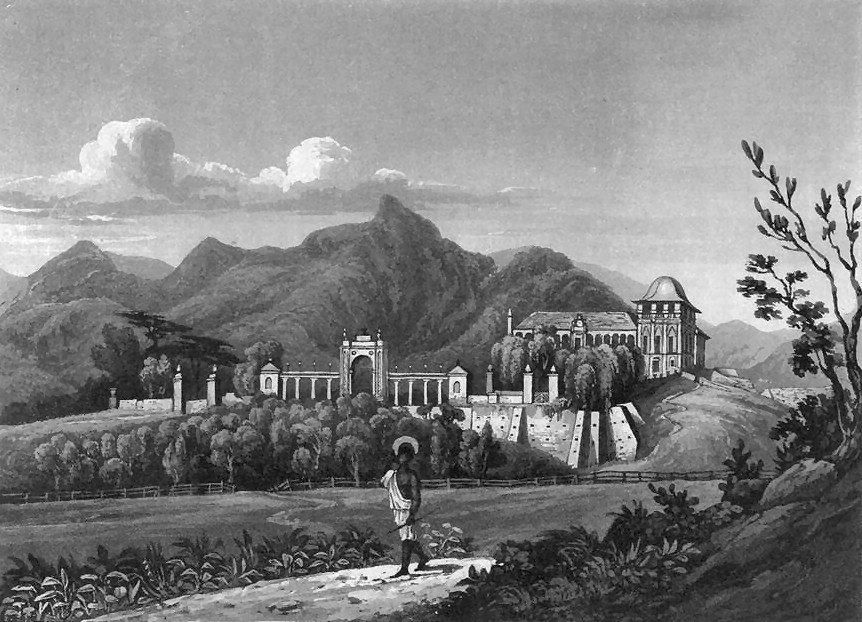
Vista da quinta com o Paço de São Cristóvão por volta de 1820, antes da reforma neoclássica. O edifício tinha um único torreão. O portão em frente ao paço encontra-se atualmente na entrada do Jardim Zoológico da Quinta.

Nos séculos XVI e XVII, a área onde atualmente se localiza a Quinta, integrava uma fazenda dos Jesuítas nos arredores da cidade do Rio de Janeiro. Com a expulsão da Ordem em 1759, a propriedade foi desmembrada, tendo passado à posse de particulares.
Quando da chegada da Família Real ao Brasil em 1808, a Quinta pertencia ao traficante de pessoas negras (escravizados) Elias Antônio Lopes, que havia feito erguer, por volta de 1803, um casarão sobre uma colina, da qual se tinha uma vista boa da Baía de Guanabara – o que deu origem ao atual nome da Quinta.

### Residência Real

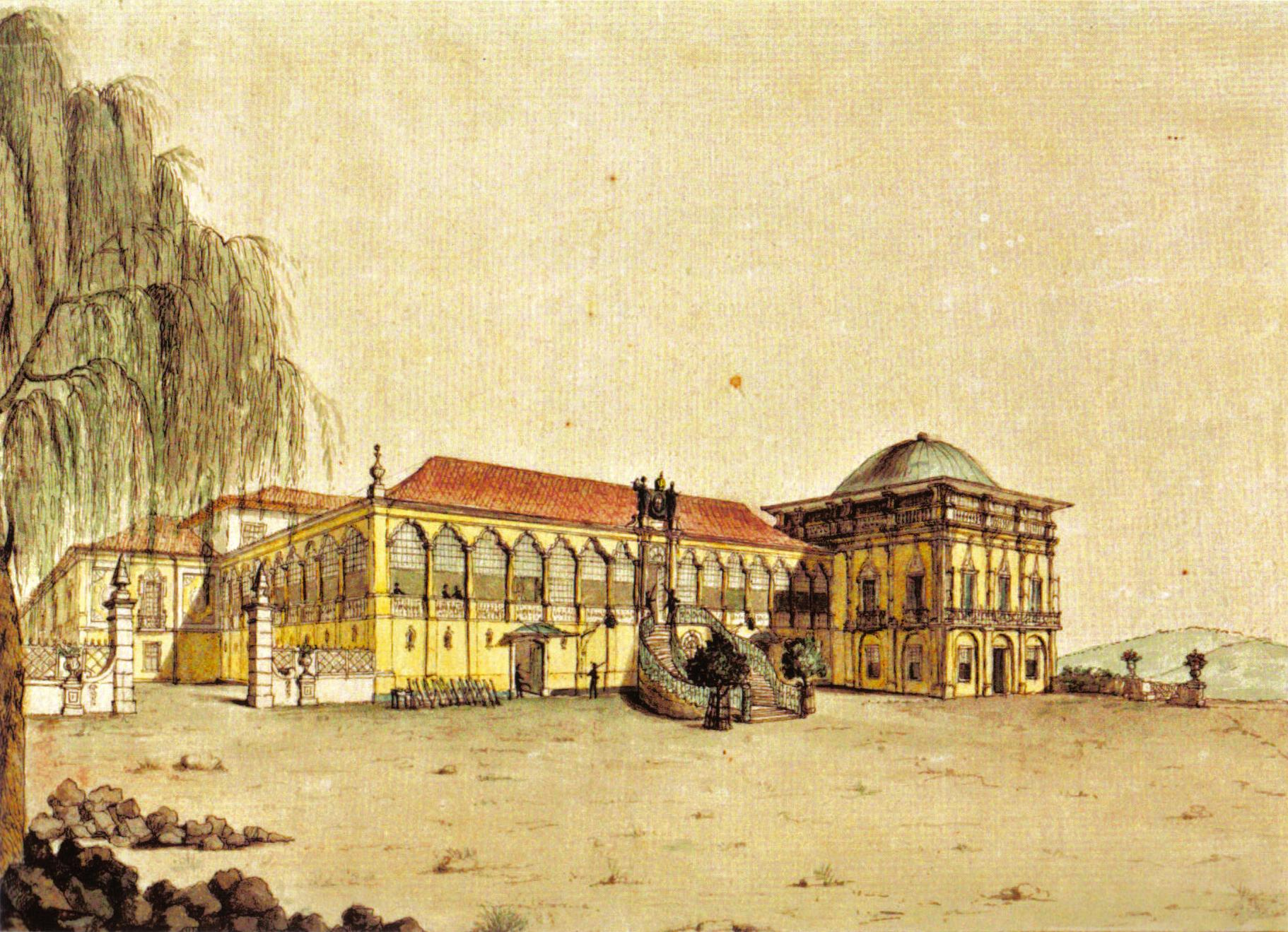
Vista do Paço Real durante o reinado de D. João VI, 1817.

Dada a carência de espaços residenciais no Rio de Janeiro e diante da chegada da família real em 1808, Elias doou a sua propriedade ao Príncipe-regente D. João Maria de Bragança, mais conhecido no Brasil como Dom João VI, para transformá-la na residência real. Este foi um belo golpe de estratégia de Elias, pois sendo conhecido por ter a melhor casa do Rio e ao oferecer tal tesouro ao Príncipe-regente, foi recompensado com outra propriedade que, embora fosse mais simples em estrutura, era bastante boa, em particular em frente à possibilidade de ficar sem nenhuma caso não tivesse avançado tão habilidosamente. O Príncipe-regente sentiu-se muito honrado com o gesto e a quinta passaria a ser a sua morada permanente no Brasil.
À época, a área da quinta ainda estava cercada por manguezais e a comunicação por terra com a cidade era difícil. Mais tarde, os trechos alagadiços foram aterrados e os caminhos por terra aprimorados.
Para acomodar a família real, o casarão da quinta, mesmo sendo vasto e confortável, necessitou ser adaptado. A reforma mais importante iniciou-se à época das núpcias do Príncipe D. Pedro com Maria Leopoldina da Áustria (1816), estendendo-se até 1821. Foi encarregado do projeto o arquiteto inglês John Johnston, que, além da reforma do paço, fez instalar um portão monumental em sua entrada, presente de casamento do general Hugh Percy, 2.º Duque de Northumberland. O portão, inspirado no pórtico de Robert Adam para a "Sion House", residência daquele nobre na Inglaterra, é moldado em uma espécie de terracota denominada "Coade stone", fabricada pela empresa inglesa Coade & Sealy.
Tombado pelo Instituto do Patrimônio Histórico e Artístico Nacional, esse portão encontra-se atualmente destacado, como entrada principal, no Jardim Zoológico do Rio de Janeiro, nas dependências da quinta.
Pode-se observar a semelhança da arquitetura deste paço com o Palácio da Ajuda, em Lisboa, inacabado devido às invasões francesas e à  transferência da corte para o Brasil e mais tarde pela vitória do liberalismo em Portugal, ganhando o da Quinta da Boa Vista o relevo merecido como nova residência dos monarcas do Reino Unido de Portugal, Brasil e Algarves e do império português.

### Residência Imperial

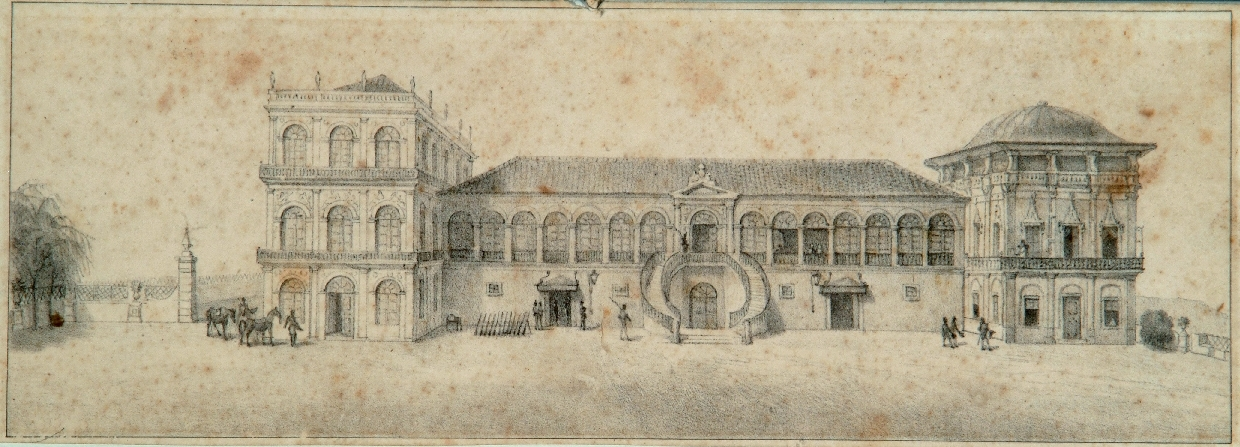
Litografia do Paço de São Cristóvão em meados do século XIX, por Jean-Baptiste Debret. Nesta época um outro torreão já havia sido acrescentado.

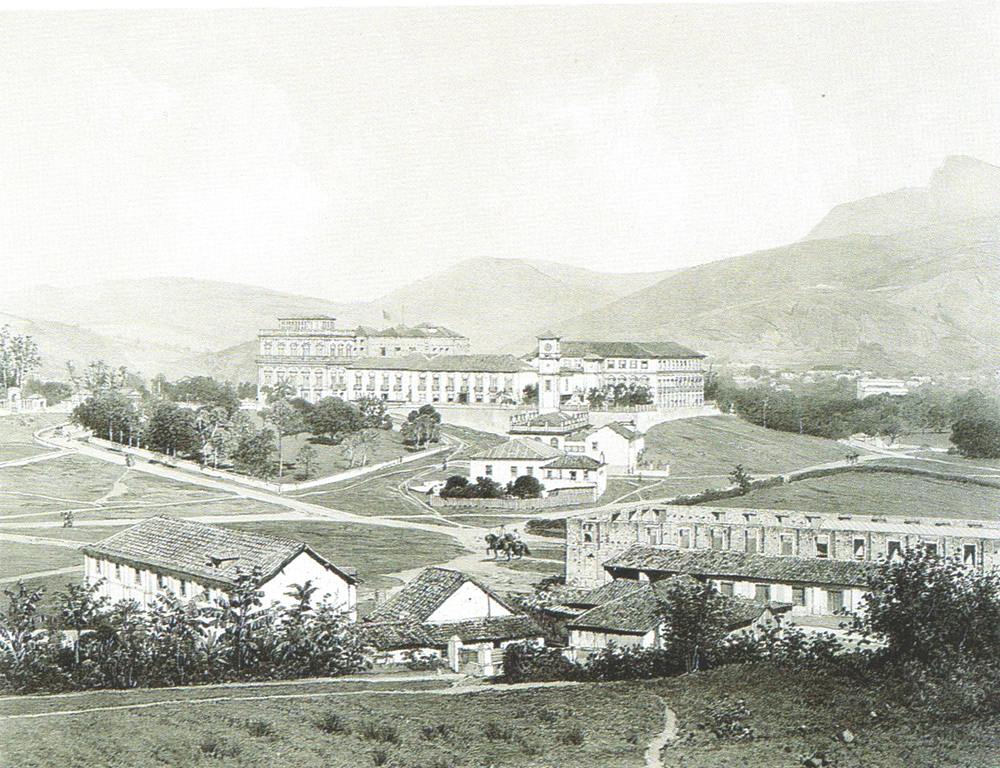
Vista lateral do Paço entre 1858 e 1861.

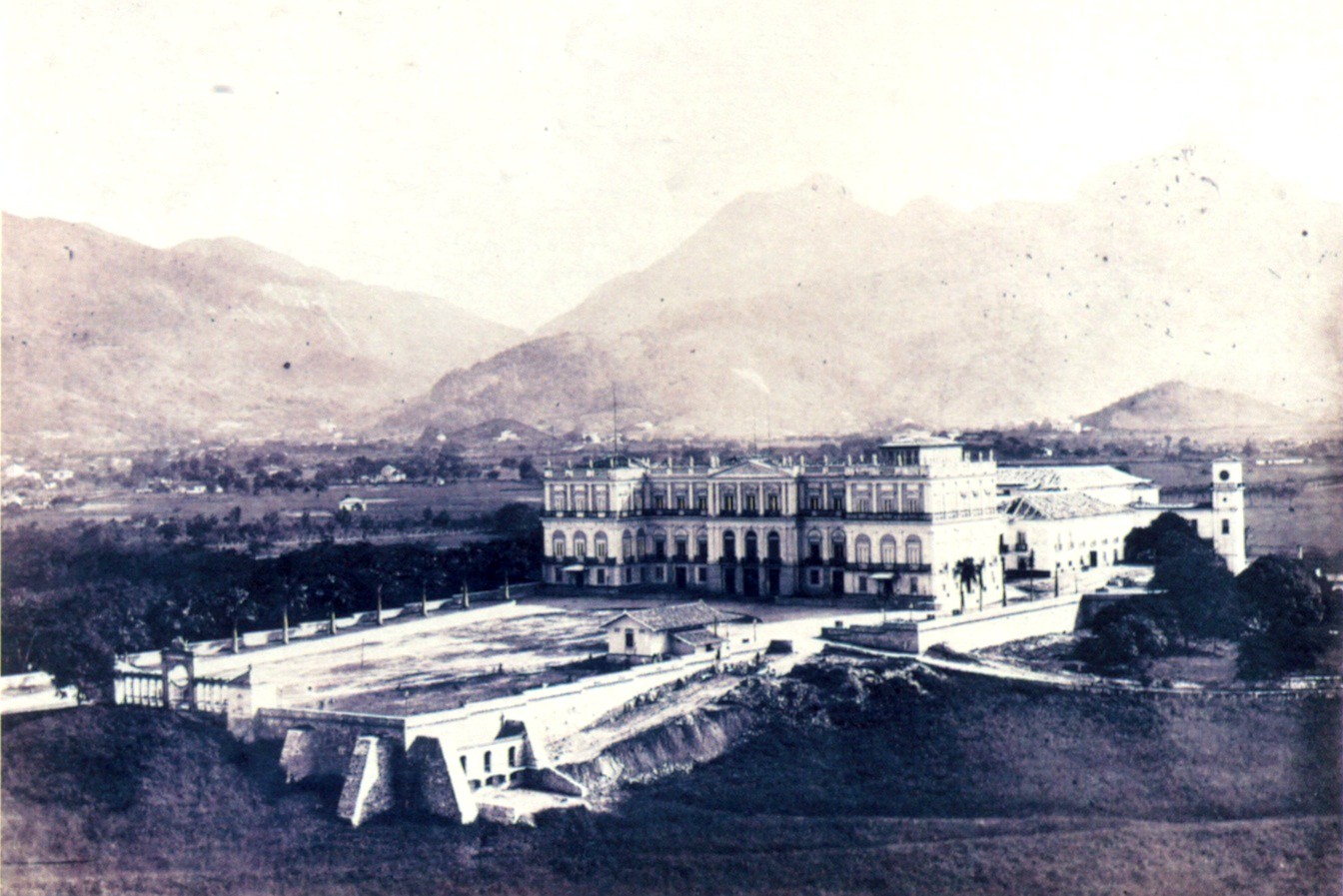
O Palácio Imperial após a intervenção neoclássica, 1862

Com a independência do Brasil, D. Pedro I encarregou das obras do agora Paço Imperial o arquiteto português Manuel da Costa (1822-1826), posteriormente substituído pelo francês Pedro José Pézerát (1826-1831), creditado como autor do projeto em estilo neoclássico do edifício.
O Paço, que tinha apenas um torreão no lado Norte da fachada principal, ganhou outro simétrico, no lado Sul, e um terceiro pavimento começou a ser erguido sobre os dois já existentes. As obras foram continuadas a partir de 1847 pelo brasileiro Manuel Araújo de Porto-Alegre, que harmonizou as fachadas do edifício, seguido pelo alemão Theodor Marx (1857 e 1868). Entre 1857 e 1861 o pintor italiano Mario Bragaldi decorou vários dos aposentos interiores.
Após o casamento em 1817, D. Pedro e a Imperatriz, D. Leopoldina, passaram a residir no Paço. Ali nasceram a futura Rainha de Portugal, D. Maria II (4 de abril de 1819), nascida Dona Maria da Glória de Bragança, princesa da Beira, mais tarde princesa imperial do Brasil, e o futuro imperador do Brasil, D. Pedro II (2 de dezembro de 1825). Também ali veio a falecer, em 1826, a imperatriz Dona Maria Leopoldina.
Próximo à Quinta, em um casarão presenteado por D. Pedro I, vivia Domitila de Castro Canto e Melo, a Marquesa de Santos, favorita do Imperador, com quem teve vários filhos. No casarão, hoje, funciona  o Museu do Primeiro Reinado.
Na Quinta cresceu, foi educado e viveu D. Pedro II. Entre as reformas que este Imperador empreendeu na propriedade contam-se as enormes obras de embelezamento dos jardins, executadas por volta de 1869, com projeto do paisagista francês Auguste François Marie Glaziou, as quais, muitas características originais permanecem até os dias atuais, como a Alameda das Sapucaias, um lago onde hoje se pode andar de pedalinhos e outro onde se encontra uma gruta artificial onde podem alugar-se canoas a remo.
No Paço nasceu, em 29 de julho de 1846, a Princesa Isabel, filha de D. Pedro II com D. Teresa Cristina.

### A República Velha

Lago da Quinta da Boa Vista, início do século XX. Acervo do Arquivo Nacional

Com o advento da República, a Quinta sediou os trabalhos da Assembleia Nacional responsável pela Constituição Brasileira de 1891. Em 1892, o então diretor do Museu Nacional, Ladislau Neto, conseguiu que a instituição fosse transferida do Campo de Santana para o Palácio. À época, os jardins conheceram um longo período de abandono mas, em 1909, o presidente Nilo Peçanha mandou restaurá-los e cercá-los, conservando as características que lhe foram dadas por Glaziou.
Por outro lado, o palácio foi desprovido de suas características internas originais, destruídas ou vendidas após a Proclamação da República.

## A Quinta em nossos dias

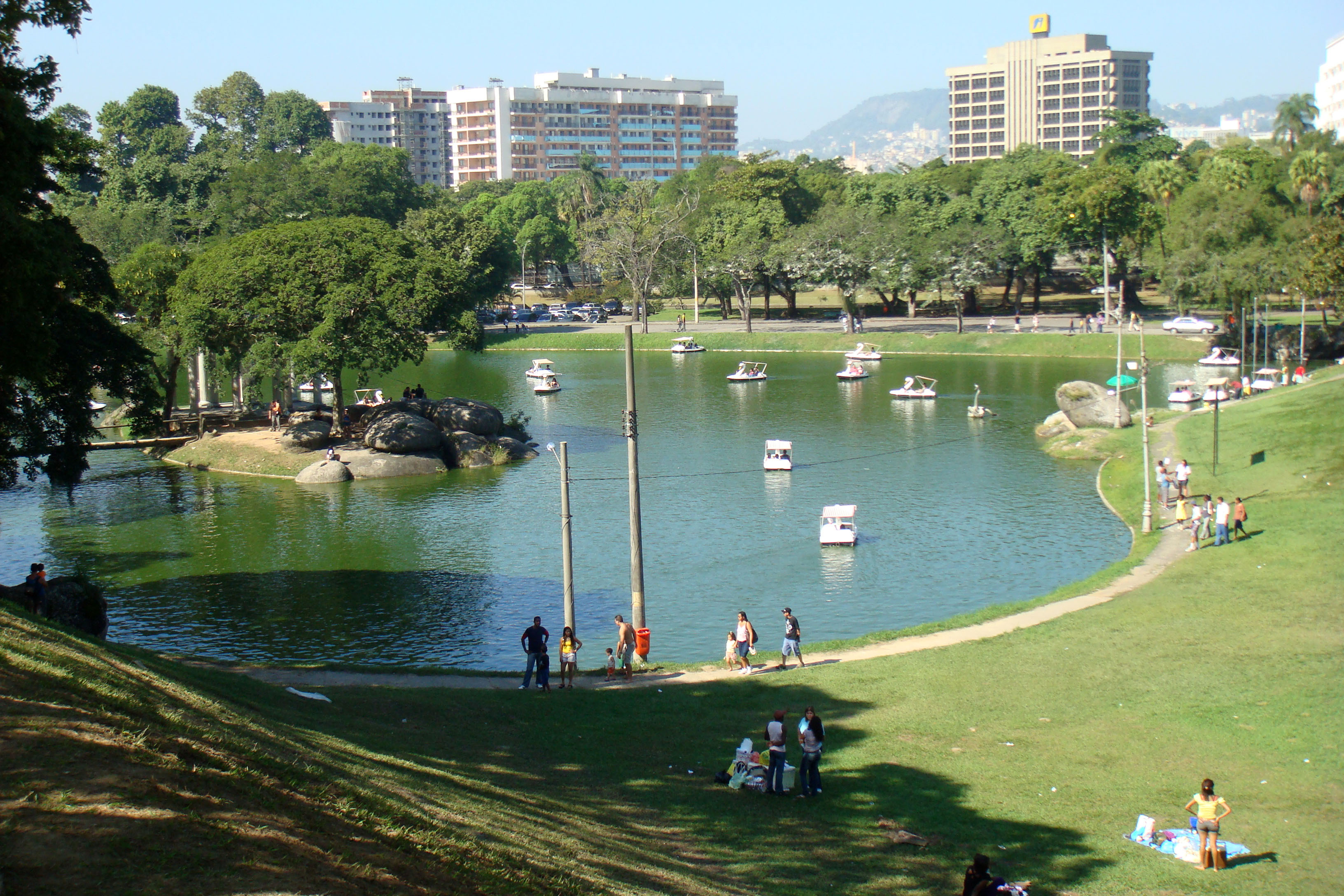
Vista da Quinta da Boa Vista

Atualmente, a Quinta da Boa Vista funciona como um parque municipal, abrigando o Jardim Zoológico do Rio de Janeiro (com o Museu da Fauna) e, no antigo paço, o Museu Nacional da Quinta da Boa Vista. O prédio do palácio, mantido durante décadas em péssimo estado de conservação pela Universidade Federal do Rio de Janeiro, foi alvo de denúncias na imprensa sobre o risco de perda do patrimônio arquitetônico e de ameaça ao acervo em seu interior. Recentemente, foram realizadas algumas intervenções na fachada monumental e reparos de emergência em partes do telhado. No entanto, um incêndio surgido no terceiro andar o museu, na noite de 2 de setembro de 2018, confirmou as piores expectativas e destruiu quase que a totalidade do palácio, do qual restou apenas a fachada. Do acervo do Museu Nacional, avaliações preliminares realizadas no dia seguinte à tragédia deram conta da perda de mais de 90% do acervo originalmente composto por cerca de 20 milhões de itens, no que foi a maior catástrofe cultural do Brasil.
Nos jardins, o projeto original de Glaziou também vem sendo destruído, com o plantio contínuo de árvores de diversas espécies sobre os gramados da quinta pela prefeitura da cidade do Rio de Janeiro, sem quaisquer estudos históricos ou paisagísticos para sua implantação, descaracterizando o parque. Além de alguns monumentos depredados, como o monumento em homenagem ao centenário natalício de dom Pedro II em frente ao paço, cujas inscrições se encontram muito deterioradas.

## Incêndio no Museu Nacional
O Museu Nacional esteve em ruínas, devido a um incêndio ocorrido na noite de 2 de setembro de 2018.
A causa do incêndio foi apontada por investigadores da polícia federal, como sido um curto circuito em um ar condicionado devido a super aquecimento do aparelho. A propagação foi rápida devido a uma quantidade de tecidos onde ocorreu o início do incêndio.
Graças a esforços coletivos, o museu encontra-se em fase de restauração, tanto do prédio quanto do acervo sobrevivente ao incêndio.